# شبكة إحداثيات رشقات أشعة غاما

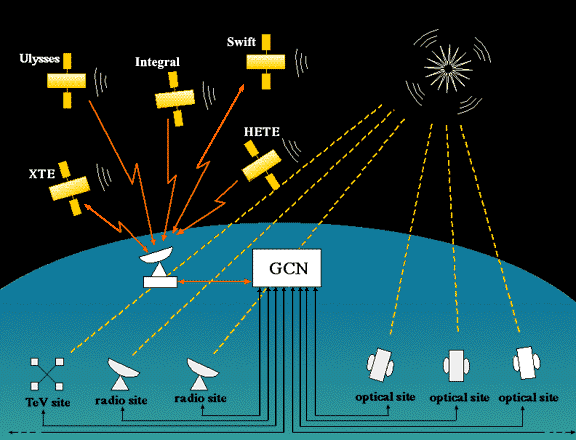

شبكة إحداثيات أشعة غاما (GCN) هي عبارة عن نظام يقوم بتوزيع المعلومات حول موقع وصول رشقات أشعة غاما (GRB)، والتي يطلق عليها اسم (الملاحظات) عندما يتم الكشف عن رشقة الأشعة بواسطة مركبة فضائية. تتلقى شبكة الاحداثيات أيضًا الرسائل وتوزعها (تعميمات) وتكون حول ملاحظات الأفراد والمؤسسات. يمكن أخذ الملاحظات بواسطة المراصد البصرية والإذاعية ومراصد الأشعة السينية الأرضية.
تعود أصول شبكة احداثيات أشعة غاما إلى شبكة BATSE لتوزيع إحداثيات (BACODINE). كانت BATSE أداة علمية في مرصد كومبتون لأشعة غاما (CGRO)، واستخدمت احداثيات BACODINE القياس الآني عن بعد لـ BATSE في مرصد كومبتون لأشعة غاما. كانت الوظيفة الأولى لـ BACODINE هي حساب المطلع المستقيم (RA) الصحيح ومواقع الميل (dec) لمصادر رشقات أشعة غاما، ونشر هذه المواقع في جميع أنحاء العالم بشكل لحظي. توقفت هذه الطريقة عن العمل منذ توقف دوران مرصد كومبتون لأشعة غاما. تتمثل الوظيفة الثانية لـ BACODINE في جمع مواقع المطلع المستقيم والميل الصحيحة لرشقات أشعة غاما التي اكتشفتها المركبات الفضائية الأخرى (ليس مرصد كومبتون) لأشعة غاما، ثم توزيع هذه المعلومات. تم تغيير اسم توزيع إحداثيات BACODINE باستخدام هذه الوظيفة إلى اسم شبكة إحداثيات رشقات أشعة غاما GCN الأكثر عمومية.

## تدفق بيانات شبكة إحداثيات رشقات أشعة غاما
يبدأ تدفق بيانات شبكة إحداثيات رشقات أشعة غاما عندما تصطدم أشعة جاما بجهاز كاشف على متن مركبة فضائية. ترسل المركبة الفضائية معلومات موقع رشقات أشعة غاما إلى محطة أرضية والتي تنقلها بدورها إلى شبكة إحداثيات رشقات أشعة غاما GCN في مركز جودارد لرحلات الفضاء في ناسا. يتم في مركز جودارد معالجة معلومات الموقع باستخدام أجهزة وبرامج متخصصة، ثم يتم إرسال الإشعارات إلى المستخدمين عبر البريد الإلكتروني وأجهزة النداء الآلي. يمكن لهؤلاء المستخدمين بعد ذلك جدولة ملاحظات المتابعة الخاصة برشقات اشعة غاما GRB وإرسال معلومات دقيقة حولها إلى شبكة إحداثيات أشعة غاما GCN.
تسلك معلومات موقع رشقات أشعة غاما في مرصد سويفت الفضائي نفس المسار باستثناء أنه يتم نقلها من مرصد سويفت إلى مجموعة مراصد تتبع وترحيل بيانات الأقمار الصناعية TDRS، ثم إلى مجمع الرمال البيضاء (WSC). ويتم إرسال معلومات الموقع من مجمع الرمال البيضاء إلى مركز جودارد لرحلات الفضاء في ناسا GSFC عبر قمر الاتصالات المحلي (DOMSAT).

## إشعارات شبكة إحداثيات أشعة غاما
المركبات الفضائية والأدوات التالية هي مصادر معلومات شبكة إحداثيات أشعة غاما بشكل آني:
- مستكشف الطاقة العالية العابرة.
- مختبر الفيزياء الفلكية العالمي لأشعة غاما (INTEGRAL).
- إشعارات موقع شبكة الكواكب (IPN) من مركبة ويند الفضائية ومسبار يوليوس الفضائي.
- مسبار روسي لتوقيت أشعة إكس.
- توفر مركبة سويفت بيانات غير متوفرة من البعثات السابقة، بما في ذلك بيانات الطيف والصور ومنحنيات الضوء.

تشمل المركبات والأدوات الفضائية السابقة التي شاركت في مشروع شبكة إحداثيات أشعة غاما مجموعة أجهزة استشعار التصوير بالأشعة السينية منخفضة الطاقة (ALEXIS) وبيبوساكس وتلسكوب كومبتون للتصوير (COMPTEL) ضمن مرصد كومبتون لأشعة غاما CGRO ومقياس طيف اشعة غاما والاشعة السينية (XGRS) ضمن ملتقى الكويكبات القريبة من الأرض.

## تعاميم شبكة إحداثيات أشعة غاما
يملك نظام شبكة إحداثيات أشعة غاما القدرة على تلقي وتوزيع المعلومات في الوقت المناسب لرشقات أشعة غاما يسمى تعاميم شبكة إحداثيات أشعة غاما. يقوم المستخدمون بإرسال تقاريرهم عبر البريد الإلكتروني إلى موقع مركزي، ثم يتم إرسال هذه التقارير تلقائيًا إلى قائمة توزيع البريد الإلكتروني. إنَّ قائمة المستلمين الدائمين هذه منفصلة تمامًا عن قائمة مستلمي الإشعارات. تتيح تعاميم مراقبة شبكة إحداثيات أشعة غاما للعلماء المهتمين برشقات أشعة غاما الاستفادة المثلى من الموارد المحدودة مثل بيانات وقت العمل والتلسكوب من خلال عرض ما تم إنجازه بالفعل أو سيتم إنجازه قريبًا.

## الخطط المستقبلية لشبكة إحداثيات أشعة غاما
تقوم شبكة إحداثيات أشعة غاما من اجل زيادة فائدة نظام الشبكة بإجراء أي تعديلات ضرورية لدمج وتوزيع معلومات موقع رشقات أشعة غاما من المركبات الفضائية والأدوات الجديدة عندما تصبح نشطة. تعمل شبكة إحداثيات أشعة غاما أيضًا على توسيع نطاق عملياتها لتشمل معلومات حول أي اجسام فيزيائية فلكية عابرة أخرى مثل الأشعة فوق البنفسجية التي اكتشفتها المركبة الفضائية أليكسيس ALEXIS. تشمل مركبة الفضاء المستقبلية التي ستوزع مواقع رشقات أشعة غاما عبر شبكة إحداثيات أشعة غاما على قمر أجيل الصناعي ومرصد فيرمي الفضائي لأشعة غاما.